# Wochenend in Zuidcoote

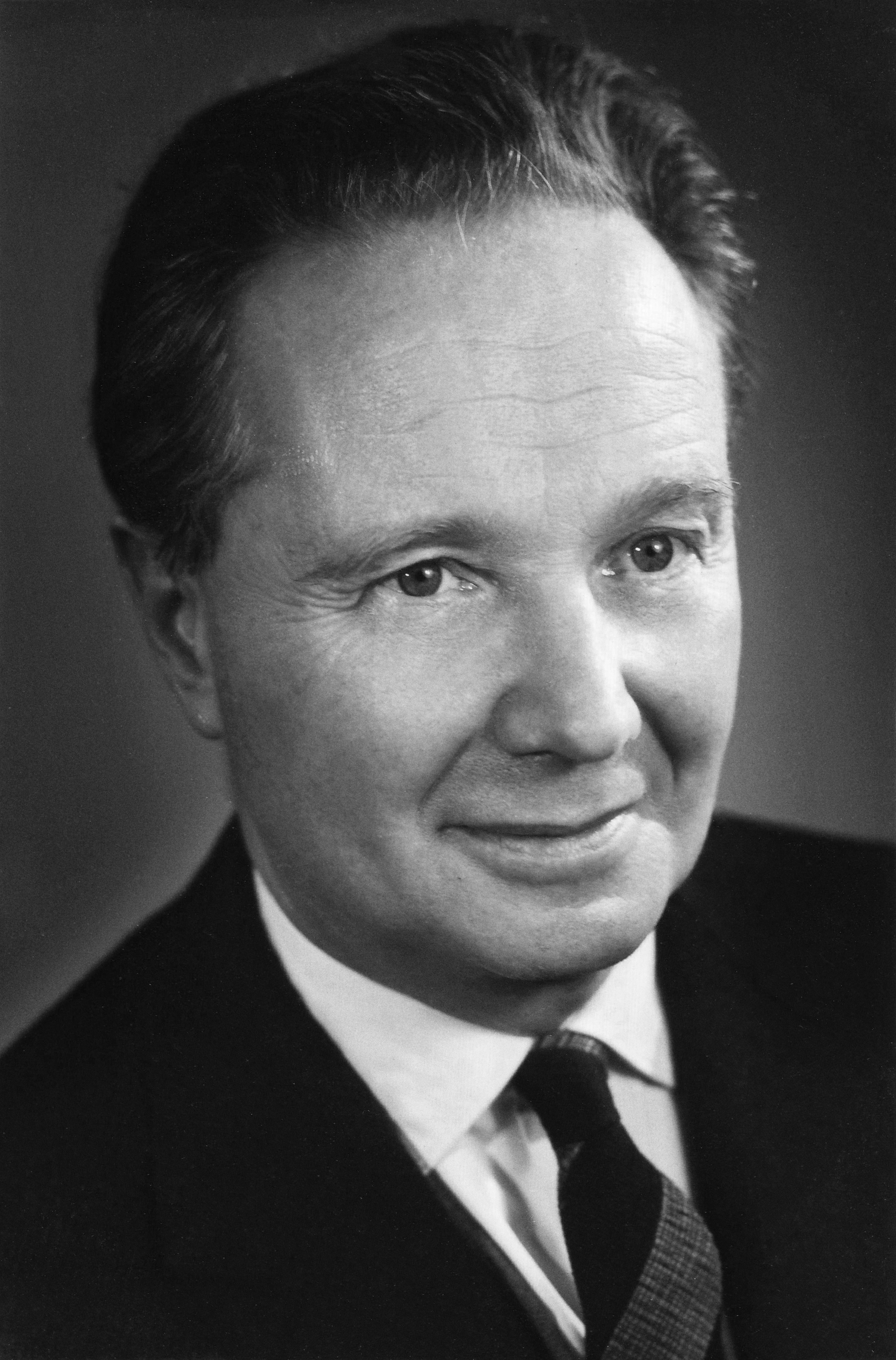
Robert Merle (1964)

Wochenend in Zuidcoote (franz.: Week-end à Zuydcoote) ist der Titel eines Romans des französischen Schriftstellers Robert Merle aus dem Jahr 1949. Das Werk behandelt die Erlebnisse einer Gruppe französischer Soldaten während der Schlacht von Dünkirchen im Zweiten Weltkrieg. Robert Merle kämpfte 1940 selbst während der Schlacht und geriet dort in deutsche Kriegsgefangenschaft, aus der er erst 1943 zurückkehrte. Seine Erfahrungen aus dieser Zeit verarbeitete er in diesem Roman.
Die erste deutsche Auflage des Romans erschien 1950 im Biederstein Verlag mit einer Übersetzung aus dem Französischen von H. Foerster.

## Handlung
Während des französischen Rückzugs nach der Schlacht um Dünkirchen sammeln sich versprengte britische und französische Truppen in der Nähe der Stadt. Während der Großteil der alliierten Truppen durch die Operation Dynamo evakuiert wird, bleiben einige französische Soldaten in den Dünen von Zuydcoote zurück. Unter ihnen sind die Soldaten Julien Maillat, Alexandre, Dhéry und der Pfarrer Pierson.
Maillat möchte nach England. Immer wieder versucht er, auf eines der Evakuierungsschiffe zu gelangen, wird aber regelmäßig von den Briten abgewiesen. Während des Wochenendes lernt er das Mädchen Jeanne kennen, mit der er gemeinsam fliehen möchte.
Maillat und Jeanne, die er kurz zuvor vor einer Vergewaltigung durch französische Soldaten gerettet hat, sterben schließlich bei einem Bombenangriff in Jeannes Haus.

## Rezeption
Die Kritik nahm das Buch überwiegend positiv auf, so urteilte Der Spiegel rückblickend:

„‚Ein gutes Buch.‘ Mit einigen Nuancen. Einzelne Kritiker stießen sich daran, daß Merle sich zu liebevoll der Nacktheit der Sprache und der Handlungen befleißige, daß es zu viele Dialoge seien. Es werde zuviel geflucht, und die Menschen enthüllten sich angesichts der Niederlage und des Todes mit gar zu großer Deutlichkeit! Ein gutes Buch, aber doch wohl kein großes Werk. Doch in einem sind alle einig: Es ist kein falscher Ton in dem Buche. Wie fast alle Erfolgsbücher der letzten Jahre, die gleichzeitig literarische Erfolge waren, schöpft auch ‚Weekend à Zuidcoote‘ Impulse aus einem drastischen Kriegserlebnis: der Katastrophe in Dünkirchen.“

Für Wochenend in Zuidcoote gewann Merle 1949 seine erste Auszeichnung, den Literaturpreis Prix Goncourt, der von der Académie Goncourt für das beste französischsprachige Werk des laufenden Jahres verliehen wird. Bereits von der ersten Auflage wurden in Frankreich 235.000 Stück verkauft.
Das Buch zog einen Rechtsstreit mit einem ehemaligen Kameraden Merles nach sich, den dieser als Randfigur im Werk auftreten ließ. Die Schilderungen der Liebesabenteuer des verheirateten Mannes gab Merle nahezu unverändert in seinem Roman wieder.

## Verfilmung
Der Roman wurde 1964 als Dünkirchen, 2. Juni 1940 unter der Regie von Henri Verneuil mit Jean-Paul Belmondo, Catherine Spaak, Georges Géret, Jean-Pierre Marielle, Pierre Mondy und Marie Dubois in den Hauptrollen verfilmt.